# شهرستان فلوید (ویرجینیا)
شهرستان فلوید، ویرجینیا (به انگلیسی: Floyd County, Virginia) یک سکونتگاه مسکونی در ایالات متحده آمریکا است که در ویرجینیا واقع شده‌است.

## خصوصیات
شهرستان فلوید ۹۸۹٫۳۸ کیلومترمربع مساحت دارد.